# Wasilij Barsukow
Wasilij Nikołajewicz Barsukow (ros. Василий Николаевич Барсуков, ur. 6 sierpnia 1922 we wsi Griemuczej Ruczej w guberni twerskiej (obecnie rejon bieżecki w obwodzie twerskim), zm. 26 września 1990 w Moskwie) – radziecki lotnik wojskowy, pułkownik, Bohater Związku Radzieckiego (1945).

## Życiorys
Od 1929 mieszkał w Rieutowie, gdzie do 1938 skończył 7 klas szkoły, w 1940 ukończył szkołę uniwersytetu fabryczno-zawodowego w Moskwie, od grudnia 1940 do marca 1941 pracował w moskiewskiej fabryce. W marcu 1941 ukończył aeroklub w Moskwie i został żołnierzem Armii Czerwonej, w kwietniu 1942 ukończył czernihowską wojskową szkołę lotniczą ewakuowaną do Kyzył-Arwat, od kwietnia do sierpnia 1942 służył w zapasowym pułku lotniczym. Od sierpnia 1942 uczestniczył w wojnie z Niemcami jako lotnik 519 pułku lotnictwa myśliwskiego, a od października 1942 do maja 1945 kolejno lotnik, dowódca klucza, zastępca dowódcy i dowódca eskadry 18 gwardyjskiego pułku lotnictwa myśliwskiego. Od sierpnia do października 1942 i ponownie od lutego 1943 do kwietnia 1944 walczył na Froncie Zachodnim, a od kwietnia 1944 do maja 1945 3 Białoruskim, brał udział w operacji rżewsko-syczewskiej, rżewsko-wiaziemskiej, smoleńsko-rosławskiej, witebsko-orszańskiej, mińskiej, memelskiej, gimbinneńskiej, insterbursko-königsbergskiej, königsbergskiej i zemlandzkiej. 22 sierpnia 1942 w rejonie Rżewa został ranny. Wykonał 346 lotów bojowych i stoczył 72 walki powietrzne, w których strącił osobiście 22 i w grupie 4 samoloty wroga.
Po wojnie do lutego 1946 dowodził eskadrą pułku lotnictwa myśliwskiego w Białoruskim Okręgu Wojskowym, od lutego do lipca 1946 leczył się w sanatorium w Gurzufie na Krymie, później dowodził eskadrą pułku lotnictwa myśliwskiego w Taurydzkim Okręgu Wojskowym, w czerwcu 1947 został zwolniony do rezerwy w stopniu majora. W 1953 ukończył Moskiewski Zaoczny Instytut Prawniczy, od lutego 1951 ponownie służył w armii, pracował w Głównym Sztabie Sił Powietrznych, był m.in. oficerem Wydziału Operacyjnego Sztabu Obrony Powietrznej Linii Przygranicznej, a w latach 1953–1956 oficerem i starszym oficerem w Zarządzie Bojowym Centralnego Punktu Dowódczego Obrony Przeciwlotniczej. Kolejno w latach 1956–1958 pracownikiem naukowym Wydziału Naukowo-Badawczego Sztabu Wojsk Obrony Przeciwlotniczej Kraju, we wrześniu 1958 został zwolniony do rezerwy w stopniu podpułkownika. Później pracował w przedsiębiorstwach obronnych. Od 1964 do 1978 był inżynierem w Centralnym Naukowo-Badawczym Instytucie Radiotechnicznym, w 1975 otrzymał stopień pułkownika.
Został pochowany na Cmentarzu Nikoło-Archangielskim pod Moskwą.

## Odznaczenia
- Złota Gwiazda Bohatera Związku Radzieckiego (19 kwietnia 1945)
- Order Lenina (19 kwietnia 1945)
- Order Czerwonego Sztandaru (dwukrotnie, 27 lipca 1943 i 1 lipca 1944)
- Order Aleksandra Newskiego (28 marca 1945)
- Order Wojny Ojczyźnianej I klasy (11 marca 1985)
- Order Wojny Ojczyźnianej II klasy (dwukrotnie, 21 września 1943 i 5 stycznia 1944)
- Medal „Za zasługi bojowe” (26 października 1955)

i inne.